# 비호외전 (2022년 드라마)
《비호외전》(飞狐外传)은 2022년 방송되었던 중국의 드라마이다.

## 소개
- 건륭시기 호일도는 아버지의 복수를 위해 위험이 도사라고 있는 강호에 발을 들이게 되고, 용기는 있지만 술수는 없던 열혈 소년에서 창생과 나라를 생각하는 일대 대협으로 성장해 나가는 이야기

## 등장 인물
- 친쥔제 - 호일도 역
- 량제 - 원자의 역
- 싱페이 - 정영소 역
- 린위선 - 묘인봉 역
- 허룬둥 - 전귀농 역
- 구점문 (寇占文) - 조반산 역
- 엽항명 (叶项明) - 복강안 역
- 롄이밍 - 건륭 역
- 옹홍 (Yvonne Yung) - 복로부인 역
- 황멍잉 - 남란 역
- 해령 (Karina) - 마춘화 역
- 뤼량웨이 - 마행공 역
- 혁자명 (赫子铭) - 서쟁 역

## 참고 사항
- 중국 현지에서 방송 시작한지 한달 반만에 중화TV에서 저작권을 구입했다 국내 방송일정은 12월 9일이다
- 극중 건륭과 남란 역을 맡은 롄이밍과 황멍잉은 삼생삼세 십리도화가 종영한지 5년만에 재회하였다